# Vendekåbe
En vendekåbe er en person som skifter loyalitet; fra et standpunkt eller ideal til et andet, forrådende eller deserterende den oprindelige sag ved at skifte side eller parti. I politisk og social historie er en vendekåbe forskellig fra en forræder, da omskiftningen sker under følgende omstændigheder:
- I grupper, ofte ledet af en eller flere ledere.
- efter eget forgodtbefindende eller for egen fordel.